# Инцидент с Boeing 747 над Беринговым морем
Инцидент с Boeing 747 над Беринговым морем — авиационная авария, произошедшая в среду 9 октября 2002 года. Авиалайнер Boeing 747-451 авиакомпании Northwest Airlines совершал плановый межконтинентальный рейс NWA85 по маршруту Детройт—Токио, но через 3 часа и 10 минут после взлёта у него внезапно заклинило нижний демпфер руля направления. Экипаж смог благополучно посадить самолёт в аэропорту Анкориджа. Все находившиеся на его борту 404 человека (18 членов экипажа и 386 пассажиров) выжили.

## Самолёт
Boeing 747-451 (регистрационный номер N661US, заводской 23719, серийный 696) был выпущен в 1988 году (первый полёт совершил 29 апреля под тестовым б/н N401PW). 8 декабря 1989 года был передан авиакомпании Northwest Airlines как первому заказчику данного типа самолёта. Оснащён четырьмя турбовентиляторными двигателями Pratt & Whitney PW4056.

## Экипаж
Рейсом NWA85 управляли два экипажа — основной и сменный.
Основной экипаж:
- Командир воздушного судна (КВС) — Джон Ф. Хансон (англ. John F. Hanson). Профессиональный пилот и лётчик-инструктор Boeing 747.
- Второй пилот — Дэвид В. Смит (англ. David V. Smith).

Сменный экипаж:
- Командир воздушного судна (КВС) — Фрэнк Э. Гейб (англ. Frank А. Geib). Очень опытный пилот, налетал 11 297 часов, свыше 630 из них на Boeing 747.
- Второй пилот — Майкл Фэйган (англ. Michael Fagan). Опытный пилот, ветеран Вьетнамской войны. Налетал свыше 20 000 часов.

В салоне самолёта работали 14 бортпроводников.
В момент инцидента самолётом управлял сменный экипаж.

## Хронология событий
Рейс NWA85 вылетел из международного аэропорта Детройта в 14:30 EDT и вскоре занял эшелон FL340 (10 350 метров).
В 17:40, во время пролёта над Беринговым морем, самолёт неожиданно резко дёрнуло, и он накренился на 40° влево. Изначально экипаж полагал, что произошёл отказ двигателя, однако затем выяснилось, что нижний демпфер рысканья по непонятной причине заклинило в левом положении на 17°.
Командир Гейб объявил чрезвычайное положение и начал разворот в сторону Анкориджа. Однако сообщить о чрезвычайном положении поначалу не удавалось, так как самолёт был в мёртвой зоне между Северной Америкой и Азией. При слабом сигнале они связались с рейсом NW19 той же авиакомпании (Northwest Airlines), который был ближе к Аляске и помог передать их сообщение авиадиспетчерам.
К тому времени пассажиры успокоились, потому что решили, что это была обычная турбулентность, но экипаж решил предупредить их о возможной жёсткой посадке. В это время в аэропорту Анкориджа спасательные службы готовились к возможному пожару или даже разрушению самолёта. Для того, чтобы направить самолёт на ВПП, пилоты должны были использовать асимметричную тягу двигателя из-за того, что при посадке нельзя использовать элероны.
В итоге экипажу удалось безопасно посадить самолёт в международном аэропорту Анкориджа. Ни один из 404 человек, находившихся на борту, не пострадал.

## Расследование
Национальный совет по безопасности на транспорте (NTSB) и компания «Boeing» начали расследование по факту инцидента и пришли к выводу, что причиной происшествия стала усталостная трещина в модуле управления мощностью, которая вызвала отрыв его крышки, вследствие чего поршень, отвечающий за движение руля, сдвинулся дальше, чем возможно, и нижний демпфер рысканья заклинило. Из-за этого экипаж не мог контролировать руль направления.
Причины образования усталостной трещины остались неизвестными. По рекомендации комиссии в полости поршня был установлен защитный крепёж, не позволяющий поршню вывернуться слишком сильно вбок.

## Дальнейшая судьба самолёта
Boeing 747-451 борт N661US был отремонтирован и продолжил совершать рейсы для Northwest Airlines. 29 октября 2008 года был куплен авиакомпанией Delta Air Lines, бортовой номер остался тот же.
В сентябре 2015 года был списан и поставлен на хранение.
30 апреля 2016 года стал экспонатом авиамузея авиакомпании Delta Air Lines.

## Культурные аспекты
Инцидент с рейсом 085 Northwest Airlines показан в 11 сезоне канадского документального телесериала Расследования авиакатастроф в серии Полёт на грани падения.

## Аналогичные инциденты
- Катастрофа Boeing 737 под Колорадо-Спрингс
- Катастрофа Boeing 737 под Питтсбургом
- Инцидент с Boeing 737 под Ричмондом